# Гуляйпільська сільська рада (Катеринопільський район)
Гуляйпі́льська сільська́ ра́да — адміністративно-територіальна одиниця та орган місцевого самоврядування у Звенигородському районі Черкаської області. Адміністративний центр — село Гуляйполе.

## Загальні відомості
- Населення ради: 663 особи (станом на 2001 рік)

## Населені пункти
Сільській раді був підпорядкований населений пункт:
- с. Гуляйполе